# Santo Stefano di Magra
Santo Stefano di Magra é uma comuna italiana da região da Ligúria, Província da Spezia, com cerca de 8.231 habitantes. Estende-se por uma área de 13 km², tendo uma densidade populacional de 633 hab/km². Faz fronteira com Aulla (MS), Bolano, Sarzana, Vezzano Ligure.

## Demografia
| Variação demográfica do município entre 1861 e 2011                               |
|                                                                                   |
| Fonte: Istituto Nazionale di Statistica (ISTAT) - Elaboração gráfica da Wikipedia |